# Dionizja
Dionizja – żeński odpowiednik imienia Dionizy.
Dionizja imieniny obchodzi: 14 lutego, 15 maja, 2 października, 6 grudnia i 12 grudnia.
Znane osoby o imieniu Dionizja:
- Denise Richards – amerykańska aktorka
- Dionizja Wawrzykowska-Wierciochowa (1908–1997) – polska pisarka i eseistka